# Хіно-Мару №5
Хіно-Мару № 5 (Hino Maru No.5) — транспортне судно, яке під час Другої світової війни взяло участь у операціях японських збройних сил у Індонезії, в архіпелазі Бісмарка, на Соломонових та Маршаллових островах.

## Передвоєнна історія
Хіно-Мару № 5 спорудили у 1940 році на верфі Mitsubishi Kobe Shipyard в Кобе на замовлення компанії Hinomaru Kisen.
16 листопада 1941-го судно реквізували для потреб Імперського флоту Японії. До 16 грудня 1941 воно пройшло необхідну модернізацію на верфі Osaka Zosensho в Осаці.

## Операції у Індонезії
29 грудня 1941-го Хіно-Мару № 5 вийшло з Сасебо, прямувало через Такао (наразі Гаосюн на Тайвані) та 16 січня 1942-го прибуло до Менадо на північно-східному завершенні острова Сулавесі. Невдовзі воно відвідало Давао (південне узбережжя філіппінського острова Мінданао), звідки вирушило у другій половині дня 27 січня 1942-го та 29 січня прибуло до островів Бангка біля все того ж північно-східного завершення Сулавесі. Того ж дня воно та ще 10 транспортів, які мали на борту 1-й батальйон морської піхоти ВМБ Куре та 228-й піхотний полк, вирушили на південь у складі сил вторгнення на Амбон (Молуккські острови). У ніч проти 31 січня здійснили висадку десанту, котрий до 3 лютого повністю оволодів островом.
Протягом весни 1942-го Хіно-Мару № 5 переважно діяло в Нідерландській Ост-Індії, де побувало в Купанзі (острів Тимор), Макасарі (південно-західне узбережжя Сулавесі), Кендарі (південно-східний півострів Сулавесі), Менадо, Сурабаї. Також судно заходило до Ділі (окупована португальська частина Тимору) і Давао.

## Рейси до архіпелагу Бісмарка та на Соломонові острови
У середині липня 1942-го Хіно-Мару № 5 повернулось до Японії, пройшло певний ремонт у Куре, а 28 серпня вирушило в рейс до архіпелагу Бісмарка. 9 вересня воно досягло Рабаулу на острові Нова Британія — головної передової бази японців у архіпелазі, з якої провадились операції на Соломонових островах та сході Нової Гвінеї. 11—13 вересня Хіно-Мару № 5 перейшло на якірну стоянку Шортленд — прикриту групою невеликих островів Шортленд акваторію біля південного завершення острова Бугенвіль, де зазвичай відстоювались легкі бойові кораблі та перевалювались вантажі для подальшої відправки на схід Соломонових островів (на той час уже більш як місяць тривала битва за Гуадалканал). 16—17 вересня судно здійснило зворотний рейс до Рабаулу. 29 вересня Хіно-Мару № 5 полишило Рабаул, 5—7 жовтня провело на острові Сайпан (Маріанські острови), а 14 жовтня прибуло до Японії.
29 жовтня 1942-го судно вийшло з Йокосуки у другий рейс до архіпелагу Бісмарка. На початку листопада воно відвідало острови Тініан та Сайпан, а 13 листопада прибуло до Рабаулу.
5—12 грудня 1942-го Хіно-Мару № 5 здійснило перехід до Балікпапану (центр нафтовидобувної промисловості на східному узбережжі Борнео), 24—26 грудня відвідало Макассар, а 5 січня 1943-го вже повернулось до Рабаулу.
19—20 січня 1943-го судно перейшло до Кавієнгу (друга за значенням японська база в архіпелазі Бісмарка, розташована на північному завершенні острова Нова Ірландія), який полишило 25 січня та через дві доби досягло Буки (на однойменному острові біля північного завершення Бугенвілю). 9—10 лютого Хіно-Мару № 5 пройшло до Рабаулу, звідки вийшло 19 лютого та 21 лютого знову опинилось на стоянці Шортленд.

## Рейс на Маршаллові острови
24 лютого Хіно-Мару № 5 полишило район Бугенвілю, а 2 березня прибуло до Тароа на атолі Малоелап (Маршаллові острови). 5—6 березня воно перейшло на атол Кваджелейн.
11—17 березня судно перейшло на Сайпан, при цьому перші дві доби воно прямувало в супроводі патрульного човна. Того ж березня Хіно-Мару № 5 побувало на Гуамі (ще один острів із Маріанського архіпелагу).

## Нові рейси до архіпелагу Бісмарка та на Соломонові острови
Можливо, у квітні 1943-го Хіно-Мару № 5 відвідало Рабаул. У будь-якому разі, в середині травня воно опинилось на Палау (важливий транспортний хаб на заході Каролінських островів), звідки 16—25 травня пройшло до Японії у складі конвою P-516.
8 липня 1943-го Хіно-Мару № 5 вийшло з порту Саєкі (острів Кюсю) разом з конвоєм O-806, який 16 липня прибув на Палау. На початку серпня судно перебувало вже у Рабаулі.
7—9 серпня 1943-го Хіно-Мару № 5 перейшло на якірну стоянку Шортленд. 30 серпня воно побувало у Буці, а наступної доби прибуло в Рабаул.
7 вересня 1943-го судно вчергове вирушило до Бугенвілю та 9 вересня прибуло до району Шортленд. 23 вересня воно вийшло звідси та 25 вересня досягнуло Кавієнгу, де прийняло вантаж амуніції.
Надалі Хіно-Мару № 5 перейшло до Рабаулу, звідки 9 жовтня 1943-го вийшло в рейс до стоянки Шортленд разом зі ще двома суднами під охороною мисливця за підводними човнами CH-38. 10 жовтня за три десятки кілометрів на захід від острова Бука стався наліт бомбардувальників B-24 «Ліберейтор», котрі досягли трьох бомбових влучань у Хіно-Мару № 5. На судні загорівся вантаж боєприпасів і воно затонуло.